# Ñ

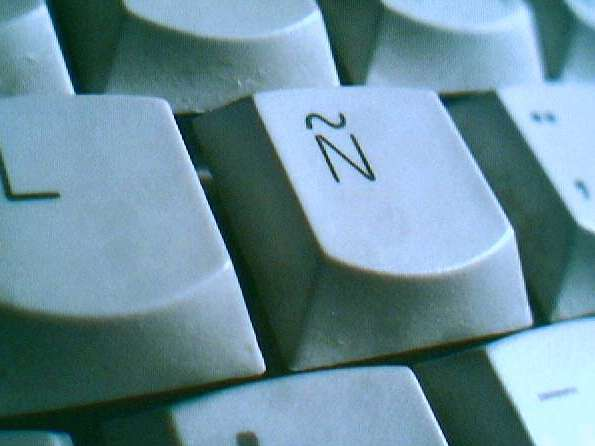
De Ñ op een toetsenbord

Ñ ( /enje/ — Spaans: eñe) wordt in de Spaanse taal gebruikt voor een palatale n-klank. De combinatie nj, zoals in Spanje en signaal, is een redelijke benadering van de uitspraak. Het is in het Spaanse alfabet een aparte letter, gealfabetiseerd tussen N en O. Niet-Spaanse toetsenbordindelingen beschouwen het teken als een N met een ~ (tilde).
Oorspronkelijk stond Ñ voor twee N's, geschreven als een N met een kleinere N erboven. Die bovenste N veranderde in een slangetje, de tilde. Zo is bijvoorbeeld het Spaanse woord año (jaar) afgeleid van het Latijnse annus.
In het Spaans en enkele andere talen (bijvoorbeeld Aymara, Quechua, Tagalog, Baskisch en Galicisch), waarvan de spelling werd ontwikkeld onder Spaanse invloed, vormt het teken de weergave van een stemhebbende palatale nasaal. De klank kan, ruwweg, worden weergegeven als nj, bijvoorbeeld piñata ⇒ pinjata. Ook andere Romaanse talen hebben deze klank, geschreven als nh in het Portugees, ny in het Catalaans, en gn (zoals in lasagne) in het Italiaans en Frans.

## De Ñ in andere talen
- De letter Ñ wordt ook gebruikt voor het schrijven van het Tataars of Krim-Tataars in Latijns schrift voor de klank ng.
- In het Bretons nasaleert de ñ de voorgaande klinker.

## Toetsenbord
- Alt-code om de Ñ te typen: Alt (ingedrukt houden) en op het numerieke gedeelte van het toetsenbord 165 typen en dan Alt loslaten.
- Alt-code om de ñ te typen: Alt (ingedrukt houden) en op het numerieke gedeelte van het toetsenbord 164 typen en dan Alt loslaten.